# Thee Hypnotics
Thee Hypnotics est un groupe de rock britannique, originaire de High Wycombe, en Angleterre. Leur style musical est influencé par des groupes des années 1960 comme The Stooges, MC5, The Doors, Blue Cheer, Led Zeppelin et Pink Fairies. Leur chanteur, Jim Jones, est actuellement le leader du groupe The Jim Jones Revue.
Le groupe annonce un retour en janvier 2018.

## Biographie

### Live'r than God!(1987–1989)
Ils publient leur premier 7" single Love In a Different Vein en 1987, au label Vinyl Solution. Thee Hypnotics signent ensuite chez Situation Two, succursale du label indépendant Beggars Banquet. Le groupe solidifie cette union en publiant un hit single Justice In Freedom et une suite intitulée Soul Trader. Leur album live, Live'r than God (1989), les popularise hors de la scène club britannique et tournent en soutien à Gaye Bykers on Acid et Crazyhead, et effectuent leur propre tournée britannique. En septembre 1989, Melody Maker note que « Thee Hypnotics ne s'occupent que de leur passé générique et leur présent frénétique. L'avenir n'a aucun intérêt... oubliez la régression, c'est la réincarnation! Le passé, le présent et le futur. » Thee Hypnotics sont demandés par le DJ de la BBC Radio 1 John Peel le 28 mars 1989, et enregistrent Nine Times, Love in a Different Vein, Soul Trader et Let's Get Naked.
Thee Hypnotics commence à attirer l'attention aux États-Unis en particulier à Seattle là où sa propre scène rock alternatif s'effondrait. Sub Pop fait de Thee Hypnotics leur première signature britannique. La sortie de Sub Pop, Live'r than God!, devient le premier du groupe. Thee Hypnotics partage des pages avec Mudhoney, Screaming Trees et Nirvana dans du magazine de Seattle, Backlash. Seattledevient le second foyer du groupe ; après que Mark Thomson ait été remplacé par le batteur canadien Phil Smith, le groupe entame sa première tournée américaine.
The Damned joue avec le groupe. The Lords of the New Church rencontrera le chanteur des Thee Hypnotics, Jim Jones, et lui demanderont de chanter pour Lords, mais il déclinera l'offre. En 1989, Ray Hanson et Jim Jones se joignent à Stiv Bators sur scène à l'Opera Oon the Green, Shepherd's Bush, Londres.

### Come Down Heavy(1990)
À leur retour des États-Unis, Thee Hypnotics sont promus par le label Beggars Banquet. 1990 à l'entrée du groupe aux Wardour Studios de Soho, à Londres, pour enregistrer leur premier album, Come Down Heavy. Il fait participer Phil May et Dick Taylor des Pretty Things, et est mix à Seattle par Jack Endino de Sub Pop. Come Down Heavy atteint la deuxième place de l'UK Indie Chart. Le groupe est bien accueilli par la presse, notamment le NME, Melody Maker et Kerrang!. Record Collector dira même qu'ils reprennent les premiers éléments des Stooges d'une manière plus brutale.
En 1990, ils terminent leur tournée européenne, jouant aussi avec The Cramps à la Brixton Academy, Naz Nomad et The Nightmares au Town and Country Club et au Reading Festival avec Mudhoney, Sonic Youth et Nick Cave and the Bad Seeds. Thee Hypnotics embarquent pour leur première tournée américaine majeure avec Mudhoney et Screaming Trees, puis jouent avec Tad. Le reste de la tournée américaine est annulée et le groupe revient au Royaume-Uni pour terminer avec le batteur de The Damned, Rat Scabies, remplaçant Smit.

### Soul, Glitter and Sin(1991–1992)
Au début de 1991, le groupe entre aux Rockfield Studios avec le producteur John Leckie pour enregistrer Soul, Glitter and Sin. Peu après, un dry mix de l'un des morceaux de l'album, Coast to Coast, est produit par Jimmy Miller. Melody Maker sent « un retour des flammes incendiaires des premiers singles, mais avec une sorte de renouveau. »
Thee Hypnotics continuent de tourner intensément en Europe et aux États-Unis, puis jouent avec The Black Crowes à leur tournée britannique, qui comprend deux nuits au Hammersmith Odeon (18 et 19 octobre 1991). Ian Astbury du groupe The Cult demandera aux Thee Hypnotics de se joindre à The Cult pour les dates européennes de leur tournée Ceremonial Stomp.

### The Very Crystal Speed Machine(1993–1994)
Johnny Depp, Harry Dean Stanton et Cher sont invités à un concert des Thee Hypnotics au Viper Room. Cependant, avec la fatigue et les dates effrénées, le bassiste Will Pepper décide de quitter le groupe. Craig Pike le remplace alors. Le groupe part pour Londres et commencent à travailler sur de nouvelles démos, mais la tragédie les frappe après la mort de Pike par surdose médicamenteuse. Avec le label American Recordings qui leur offre d'enregistrer un troisième album, Pepper revient à la basse et le groupe se délocalise à Los Angeles pour leur troisième et dernier album, The Very Crystal Speed Machine (1993), qui est produit par Chris Robinson. L'album devait transiter entre Beggars Banquet et American Recordings, mais à cause de problèmes financiers avec le label, l'album ne sera pas suffisamment promu et ne se vendra pas assez. Une tournée au Viper Room et au CBGB s'effectue.

### 1995–1999
À leur retour au Royaume-Uni, Thee Hypnotics continue de jouer et tourner. Un dernier album, Earth Blues 99/Thing 4 U (1997) est enregistré aux Toe Rag Studios avec Liam Watson à la production et aux Rocket Recordings de Bristol. Leur popularité déclinant, le groupe se sépare en 1999.

## Discographie
- 1989 : Live'r than God! (Sub Pop)
- 1989 : Live'r than God! EP (UK Situation Two)
- 1990 : Come Down Heavy (Beggars Banquet/RCA/UK Situation Two)
- 1991 : Soul Glitter and Sin (Beggars Banquet/RCA/UK Situation Two)
- 1994 : The Very Crystal Speed Machine (American/SPV)